# Habenaria pseudociliosa
Habenaria pseudociliosa är en orkidéart som beskrevs av Edmund André Charles Lois Eloi `Ted' Schelpe och John Charles Manning. Habenaria pseudociliosa ingår i släktet Habenaria och familjen orkidéer. Inga underarter finns listade i Catalogue of Life.